# Globalsteuerung
Globalsteuerung ist ein von Karl Schiller geprägter Ausdruck für eine wirtschaftspolitische Konzeption, die vor allem von den theoretischen Ideen des Nationalökonomen John Maynard Keynes inspiriert war. 1967 wurde sie mit dem Stabilitäts- und Wachstumsgesetz gesetzlich verankert.

## Die wirtschaftspolitische Konzeption
Die Globalsteuerung stellt einen dauerhaften Prozess staatlicher Einwirkung auf den Verlauf der wirtschaftlichen Entwicklung dar, ohne dass dadurch die marktwirtschaftliche Ordnung grundsätzlich angetastet werden soll. Laut Karl Schiller, 1966 bis 1972 Bundesminister für Wirtschaft und von 1971 bis 1972 zusätzlich Bundesminister der Finanzen, soll „eine aufgeklärte und beharrliche Wirtschafts- und Sozialpolitik die Marktkräfte so kanalisieren, dass sie - ohne auszuufern - ihre Bewegungsenergie behalten“. Die Mittel der Globalsteuerung wirken vor allem auf die Nachfrageseite des Marktes. Dabei soll eine Anpassung der gesamtwirtschaftlichen Nachfrage an die Entwicklung des Produktionspotenzials erfolgen, indem als geeignet angesehene wirtschaftspolitische Maßnahmen aus den Bereichen der Fiskal-, Geld-, Einkommens- und Außenwirtschaftspolitik ergriffen werden. Die dabei verfolgten Ziele der Wirtschaftspolitik werden als Magisches Viereck dargestellt. Dazu zählt nicht zuletzt ein hoher Beschäftigungsstand. Die konkreten Ziele waren eine reale Zuwachsrate des Sozialprodukts von 4 %, eine Arbeitslosenquote von unter 0,8 % und eine Inflationsrate von unter 1 %.
Ein wesentliches Element derselben ist die konzertierte Aktion. Der Staat tritt hierbei „in einen ständigen Dialog mit den Verbänden der Unternehmer, Arbeitnehmer und der Finanzwelt ein, um über sie und mit ihrer Hilfe seinen Aufgaben gerecht zu werden.“ Hinzu kommen eine Volkswirtschaftliche Gesamtrechnung sowie verfeinerte prognostische Instrumente (quantitative Zielprognose). Mit dem bereits unter der Regierung Adenauer/Erhard verabschiedeten Gesetz über die Bildung eines Sachverständigenrates zur Begutachtung der gesamtwirtschaftlichen Entwicklung vom 14. August 1963 wurde die wissenschaftliche Beratung der gesamtstaatlichen Wirtschaftspolitik institutionalisiert, die in § 2, Satz 2 und 3 des Gesetzes auf die im Stabilitätsgesetz genannten Ziele von Wirtschaftspolitik festgelegt wurde.

## Beurteilung
Die Wirtschaftskrise seit dem Sommer des Jahres 2008 hat in Deutschland zu einer Diskussion über Sinn und Notwendigkeit von Konjunkturpolitik geführt. Ein Info-Brief für den deutschen Bundestag vom 22. Januar 2009 untersucht die deutschen Erfahrungen im Hinblick auf Konjunkturpolitik unter dem Aspekt der heutigen ökonomischen Lehrmeinungen, die sich vom Keynesianismus hin zu Monetarismus und neuer Makroökonomik gewandelt haben. Als Konjunkturprogramm werden ausschließlich „diskretionäre, einmalige bzw. mehrmalige Maßnahmen“ behandelt. Claus-Martin Gaul, der Autor dieses Info-Briefs, sieht die Politik der Globalsteuerung in den Jahren von 1967 bis 1982 insgesamt als gescheitert an. Nicht zuletzt sei versäumt worden, neben dem Setzen konjunktureller Impulse die öffentlichen Schulden zu begrenzen und die Flexibilität und Angebotsbedingungen der deutschen Volkswirtschaft zu verbessern. Die Stabilisierung des Bruttoinlandsproduktes und der Beschäftigung seien nur teilweise gelungen; sie seien um den Preis hoher Inflationsraten und einer steigenden Staatsverschuldung erkauft worden. Wesentlich daraus hervorgegangen sei die Erkenntnis, dass Probleme, die eher die Angebotsseite betreffen, nicht durch nachfrageseitige Konjunkturmaßnahmen gelöst werden können. Die nachträgliche Analyse von Wirtschaftspolitik sei indes prinzipiell mit der Schwierigkeit behaftet, dass sie nicht anhand eindeutiger Referenzszenarien vorzunehmen ist. Selbst ausgefeilte gesamtwirtschaftliche Modellanalysen können nur unzulänglich abbilden, wie die wirtschaftliche Entwicklung der Bundesrepublik Deutschland ohne die Anwendung nachfrageseitiger Konjunkturprogramme verlaufen wäre. Im Gegensatz zum Keynesianismus der 1960er und 1970er Jahre und zum Monetarismus der 1980er und 1990er Jahre haben sich aber auf Basis der neueren theoretischen Erkenntnisse der Wirtschaftstheorie bisher keine eindeutigen Handlungsempfehlungen an die Konjunkturpolitik herausgebildet. Aus dem Scheitern der Globalsteuerung wurden aber Erkenntnisse gewonnen, wann und mit welchen Maßnahmen Konjunkturpolitik hilfreich sein kann, so Gaul.
Das Scheitern der Globalsteuerung erklärten Keynesianer mit verschiedenen Faktoren:
- Die mangelnde Abstimmung zwischen einer expansiven Fiskalpolitik und einer gegenläufigen Geldpolitik der Bundesbank (In einer empirischen Vergleichsstudie hat Fritz Scharpf im Jahr 1982 die Ursachen der unterschiedlichen Performanz von Schweden, Österreich, Großbritannien und der Bundesrepublik untersucht, die alle eine ähnliche Wirtschaftspolitik verfolgt hatten. Scharpf sieht die entscheidende Differenz im jeweiligen institutionellen Umfeld der einzelnen Volkswirtschaften. So habe in der Bundesrepublik die unabhängige Stellung der Bundesbank zu einem Konflikt zwischen Beschäftigungspolitik und Inflationsbekämpfung geführt. Dies habe im Endergebnis die Wachstumsrate heruntergedrückt und anhaltende Arbeitslosigkeit produziert, so die Schlussfolgerung von Scharpf.[10])
- Effizienzverluste durch föderale Abstimmungsprobleme
- In der Rezession wurden zwar die Staatsausgaben erhöht, in der Boomphase jedoch nicht, wie im Konzept vorgesehen, gesenkt
- Die Globalsteuerung erzeugte über eine Lohn-Preis-Spirale Inflation.[11]

Ein weiteres Problem sind die Verzögerungseffekte zwischen der Vorhersage oder Erkennung einer konjunkturellen Situation und dem Einsatz des wirtschaftspolitischen Mittels. Eine antizyklische Maßnahme kann so zu einer prozyklischen Verstärkung eines konjunkturellen Ausschlags führen.